# سیارک ۱۰۴۴
سیارک ۱۰۴۴ (به انگلیسی: 1044 Teutonia، نامگذاری:1924RO) هزار و چهل و چهارمین سیارک کشف شده‌است که در ۱۰ مه ۱۹۲۴ و در هایدلبرگ کشف شد.
قدر مطلق سیارک برابر ۱۰٫۹۰ است.